# Anaguéis
Anaguéis é uma aldeia da freguesia de Almalaguês, com 240 habitantes (2021). Possui tal como a sede de freguesia, tecelagem artesanal.